# 생극초등학교 관성분교
생극초등학교 관성분교는 대한민국 충청북도 음성군 생극면 일생로 544 (관성리)에 있었던 초등학교 분교이다.

## 연혁
- 1964년 4월 23일 생극국민학교 관성분교장 설립
- 1967년 3월 1일 관성국민학교 분리
- 1983년 12월 10일 VTR 및 TV 수상기 가설
- 1988년 2월 21일 제19회 졸업식(14명)
- 1988년 6월 19일 학교신문(관성어린이) 발간
- 1988년 6월 29일 국민은행 초청 서울시 및 전방 견학
- 1989년 2월 15일 제20회 졸업식(7명)
- 1989년 3월 1일 생극국민학교 관성분교장 격하
- 1999년 3월 1일 폐교 (생극초등학교로 통폐합)

## 학구
- 생극면 관성리, 병암리